# Eris (filla de Nix)
Eris (en grec antic Ἔρις) és el nom de la deessa grega de la discòrdia i la baralla segons la mitologia grega. Provoca gelosia i enveja per causar lluites i fúria entre els homes. Se la considera filla de Nix, però normalment se la fa germana d'Ares i companya seva. Hesíode, a la Teogonia, la situa entre les forces primeres, de la mateixa generació que Nix. Creu que molts dels mals de la humanitat són fills d'Eris, entre ells Disnòmia, que representa el desordre civil i la il·legalitat, Ponos, la pena, Lete que personifica l'oblit i Horcos que personifica el jurament. Generalment es representa Eris com un geni femení alat, semblant a les Erínnies o a Iris.
A les noces de Peleu i Tetis, pares de l'heroi Aquil·les, hi van ésser convidats tots els déus, excepte Eris, la Discòrdia. Ofesa, va fer-se invisible i va deixar sobre la taula una poma daurada en què hi havia inscrit «τῇ καλλίστῃ» (o sigui, «a la més bella»). La poma va ésser reclamada per Hera, Atena, i Afrodita. Van discutir agrament sobre a qui pertocava, i cap dels déus no va gosar aventurar cap opinió a favor d'una contendent per por d'ofendre les altres dues. Finalment, Zeus va ordenar que la disputa es tancaria amb el Judici de Paris, príncep de Troia, que havia estat educat com a pastor perquè una profecia havia predit que causaria la caiguda de la ciutat. La tria de Paris va acabar conduint a la guerra de Troia. La història de l'ofensa i la revenja d'Eris reapareix al conte de la bella dorment i la maledicció que llança la bruixa sobre la princesa.
Els noms d'Eris i Disnòmia s'han donat al planeta nan (136199) Eris i al seu satèl·lit.